# 평가
평가(評價, 영어: Evaluation)는 어떤 대상의 가치를 규명하는 일이다.
교육에서 평가는 성과의 판단, 부동산이나 주식 등의 재산적 가치의 판단, 골동품 등의 물건의 가치의 판단, 공학에 있어서의 기술이나 제품의 우열이나 성능등의 판단, 면접 태도 등에 의한 인품의 판단 등, 여러 가지 측면에서 실시되고 있다.
평가는 몇 개의 항목이나 관점으로 나누어서 이루어지는 경우가 많다. 비슷한 의미로 이용되는 말로서 평정을 들 수 있는데, 평정은 '여러 가지 평가를 종합 하고, 최종적으로 결정된 평가'로서 엄밀한 뜻에서는 성격이 다르다.

## 같이 보기
- 교육 평가
- 평정